# Джонні Мерсер
Джон (Джонні) Херндон Мерсер (англ. John Herndon «Johnny» Mercer; 18 листопада 1909 — 25 червня 1976) — американський поет-пісняр, композитор і співак. Перш за все Мерсер відомий як лірик, автор півтори тисячі пісень 1930-1950-х років, які стали одними з найвідоміших хітів того часу. Багато з них були написані для популярних в ті роки кінокартин і бродвейських шоу. Крім цього він нерідко виступав композитором і виконавцем своїх пісень. За свою музичну кар'єру Мерсер 12 разів висувався на премію Американської кіноакадемії і чотири рази ставав лауреатом «Оскара». Мерсер також є одним із засновників студії звукозапису «Capitol Records».

## Премії
Чотири премії «Оскара» за пісні:
- «On the Atchison, Topeka and the Santa Fe» (1946) (музика Гаррі Воррена) для фільму «Дівчата Харві»
- «In The Cool, Cool, Cool Of The Evening» (1951) (музика Хоуга Кармайкл) для фільму «Наречений повертається»
- «Moon River» (1961) (музика Генрі Манчіні) для фільму «Сніданок у Тіффані»
- «Days of Wine and Roses» (1962) (музика Генрі Манчіні) для фільму «Дні вина і троянд»